# Элли (рестлер)
Ло́ра Де́ннис (англ. Laura Dennis, род. 3 сентября 1987, Торонто, Канада) — канадская женщина-рестлер. В настоящее время выступает в All Elite Wrestling (AEW) под именами Элли (англ. Allie) и Зайка (англ. The Bunny).
Наиболее известна по работе в Impact Wrestling, где является бывшей двукратной чемпионкой Impact среди нокаутов. Она также выступала за Great Canadian Wrestling, NCW Femmes Fatales, Shimmer Women Athletes, Shine Wrestling, Women Superstars Uncensored (WSU) и Combat Zone Wrestling (CZW) под именем Черри Бомб.

## Карьера в рестлинге

### Канада (2005—2016)
В возрасте 18 лет подписала официальный контракт с рестлерским центром Squared Circle Training, начала тренировки под руководством Роба Эчеверри, который и предложил ей использовать псевдоним «Черри Бомб». Дальнейшие тренировки она проводила под руководством Дерека Уайльда. Дебют состоялся в мае 2005 года в Ошаве. Первым поединком против неё стал поединок в рамках PWA против Мелиссы Мон (она же Твенти-Фёст Сенчури Фокс), состоявшийся 22 июля 2005. Черри участвовала в Элитном Турнире Восьми (англ. Elite 8 Tournament), но вылетела из него уже в первом раунде, прогриав бой Дани Ривитц. Той же ночью в рамках турнира состоялся командный поединок с участием Черри Бомб и Кристал Бэнкс против Тайаны Рингер и Лашас Лили, в котором Черри снова потерпела неудачу. Первую победу она одержала над Сенчури Фокс на турнире PWX. В январе 2006 года она вышла в финал женского турнира PWA, в котором снова уступила Сенчури Фокс.
В 2008 году Черри выступила в Оттаве на городском чемпионате. В том же году ей удаётся выиграть Классический чемпионат по рестлингу (англ. Classic Championship Wrestling): на пути к победе Черри одержала победу над Ивелин, Алекссис и Джейми Ди. 5 сентября 2009 она появилась в дебюте шоу NCW, где была повержена рестлером Сарой Дель Рей. 6 февраля 2010 в рамках NCW она одержала первую победу, одолев Мистресс Бельмон за счёт пинфола. На третьем подряд шоу NCW она должна была сразиться с Даффни, но этого не произошло.

#### Great Canadian Wrestling
1 мая 2006 Черри Бомб дебютировала в турнире Большого Канадского Рестлинга (англ. Great Canadian Wrestling), познакомившись с Джейк О’Рейлли, будущей подопечной. В 2006 году она выступила на аниме-шоу Super Hardcore Anime Wrestling Expo, приуроченному к 10-летнему юбилею Anime North Convention в рамках Great Canadian Wrestling Expo. В команде «Sailor Moon» с ЛуФисто и Даркстоном ей удалось одолеть команду «Ракета» (англ. Team Rocket) в составе Тимоти Далтона, Пандоры и Стива Брауна. В турнире за чемпионский пояс W.I.L.D. 18 ноября она одолела Портию Перес в первом раунде, но в полуфинале проиграла будущей победительнице Сирельде. В начале 2007 года Черии продолжила соревнования в рамках GCW: 12 января вместе с Хейденом Дестройером она одержала победу в командном матче против Коди Динера и Портии Перес на шоу New Year’s Evil, а также вместе с Сирельдой 13 апреля победила Динну Конду и Аурору. 14 апреля ей удалось завоевать титул чемпионки W.I.L.D. благодаря победам над действовавшей чемпионкой Эприл Хантер, а также Хэйли Роджерс и Мисс Данайей в турнире на выбывание в рамках шоу Anarchy in Angus. Титул ей удалось защитить после того, как Саутсайд Стрэйнджерлетт была дисквалифицирована. Спустя два месяца всё-таки Мисс Данайя на шоу Random Acts of Violence 22 июня отобрала титул у Черри. 7 сентября 2007 в поединке против Данайи она получила перелом шеи, хотя и сумела довести бой до победы. Из-за травмы Черри вынуждена была пропустить девять месяцев.

### США
19 октября 2008 Черри Бомб, уже восстановившаяся после перелома шеи, дебютировала в США на шоу Shimmer Women Athletesкак часть дивизиона SPARKLE, проиграв Мелани Круиз. В июне 2010 года она появилась на турнире Women Superstars Uncensored, где уступила Дэйзи Хейз. 17 мая 2010 её пригласили на пробный поединок в рамках WWE Raw, там она появилась вместе с Голдастом. В марте 2011 года Черри перешла в чемпионат Флориды (англ. Florida Championship Wrestling).
5 декабря 2013 года Черри Бомб появилась в TNA под своим настоящим именем — Лора Деннис, приняв участие в открытом вызове Гейл Ким. Поединок закончился поражением Черри Бомб. 23 марта 2016 года подписала контракт с TNA, где позднее появилась под именем Элли.

### Япония
В ноябре 2010 года Черри Бомб приехала в Японию: вместе с Секси Стар и Мэдисон Иглз она участвовала в поединке против Хейли Хэтред, Йосико Тамуры и Макото, который проиграла. Позднее она выступила на Супершоу FMW, вместе с Секси Стар одержала победу над Сенри Куроки и Каори Йонейама. В июле 2012 года вернулась в Японию, 28 июля дебютировала в рамках турнира Ice Ribbon победой над Куруми. На следующий день во время разогрева перед поединком Кайентай Додзё и Рейны X участвовала в командном поединке с Аки Камбаяси против Алекс Ли и Бэмби (Черри и Аки победили).

### All Elite Wrestling (с 2019)
21 марта 2019 года было объявлено, что Элли подписала контракт с новым рестлинг промоушеном All Elite Wrestling (AEW)

## Личная жизнь
В 2010 году Деннис снялась в обнажённом виде для календаря, средства от продажи которого были направлены в Канадский фонд по борьбе против рака груди. В том же году она снялась в фильме «Сопротивление» (англ. Beat Down).
21 сентября 2013 года Деннис вышла замуж за рестлера Джесси Гильметта, более известного в AEW как Блейд.

## В рестлинге
- Завершающие приёмы
  - B.S.E. — Best Superkick Ever (Мощный удар ногой в голову)
  - Cherry Popper (Удар соперника лицом об ринг в падении)
  - Bridging double chickenwing (Прогиб на мост с болевым приёмом на обе руки)
- Фирменные приёмы
  - The Cherry Choke (Удушающий приём на верхем канате)[33]
  - Diving crossbody (Ныряющее кроссбоди)[33]
  - Lou Thesz press (Задавливание в стиле Лу Теша)[2][33]
  - Bomb’s Away (Удар в голову ногой в прыжке)
  - Tilt-a-whirl headscissors (Ножницы в прыжке вокруг шеи соперника)[33]
- Подопечные
  - Джейк О’Рейлли[5]
  - Пеппер Паркс[34]

## Достижения
- Classic Championship Wrestling
  - Двукратная чемпионка CCW[3]
- Great Canadian Wrestling
  - Чемпионка W.I.L.D.[4][16]
- Ontario Indy Wrestling Awards
  - Женщина-рестлер года 2009[35]
- Ontario Wrestling’s Indy Elite
  - Лучший рестлер 2009 года по версии OWIE Top 30[36]
- Pro Wrestling Illustrated
  - 40-е место в списке лучших женщин-рестлеров 2011 года по версии PWI[37]
- Pro Wrestling Xtreme
  - Чемпионка PWX[33]
- Shimmer Women Athletes
  - Командная чемпионка Shimmer (1 раз) — с Кимбер Ли[38]
- Shine Wrestling
  - Командная чемпионка Shine (1 раз) — с Кимбер Ли[39]
- Total Nonstop Action Wrestling
  - Чемпион TNA среди нокаутов (2 раза)[40]
- Women Superstars Uncensored
  - Чемпионка WSU (1 раз, действующая)[41]